# Instrumento electrónico
Un instrumento electrónico es un dispositivo formado por una combinación de elementos electrónicos, tales como válvulas termoiónicas, transistores o circuitos integrados, entre otros muchos, y que, combinados adecuadamente, permiten la realización de funciones tales como la medición de parámetros físicos, generación de señales de distintas frecuencias, detección de estas mismas señales y, en fin, todas aquellas funciones susceptibles de ser procesadas mediante señales eléctricas. Por ejemplo:sintetizador